# Michael Rauhut
Michael Rauhut (* 22. Oktober 1963 in Altdöbern, Kreis Calau) ist ein deutscher Musikwissenschaftler, Autor und Kenner der DDR-Musikszene. Er lehrt als Professor am Institut für Rhythmische Musik der Universität Agder (Norwegen).

## Wissenschaftliche Laufbahn
Michael Rauhut studierte von 1984 bis 1989 Musik- und Kulturwissenschaft an der Humboldt-Universität zu Berlin (HU). Von 1989 bis 1992 war er Doktorand am Forschungszentrum populäre Musik der HU. 1993 promovierte er zum Doktor der Philosophie und wurde wissenschaftlicher Mitarbeiter am Berliner Institut für zeitgeschichtliche Jugendforschung. In den Jahren 2000 bis 2005 war Rauhut wissenschaftlicher Mitarbeiter am Lehrstuhl „Theorie und Geschichte der populären Musik“ am Musikwissenschaftlichen Seminar der HU. Im Jahr 2006 wurde er Lehrbeauftragter am Institut für Musik der Carl von Ossietzky Universität Oldenburg, 2007 wurde er wissenschaftlicher Mitarbeiter der Forschungsstelle für Zeitgeschichte in Hamburg (FZH). Seit dem 1. Januar 2008 ist Rauhut Professor für populäre Musik am Institut für Musik der Universität Agder in Kristiansand (Norwegen). Seit 2009 ist er ordentliches Mitglied der Akademie der Wissenschaften Agder. 2021 verlieh ihm die Akademie den Forschungspreis des Sørlandets Kompetansefonds.
Seine Spezialgebiete umfassen die populäre Musik der DDR, Blues und Jazz, die Geschichte der populären Musik und den Zusammenhang zwischen Jugendkultur und populärer Musik. Darüber hinaus ist Rauhut vielseitig beratend und publizistisch tätig, unter anderem für die Bundeszentrale für politische Bildung, die Landeszentrale für politische Bildung Thüringen und für die Bundesstiftung zur Aufarbeitung der SED-Diktatur. Rauhut war von 1996 bis 1999 Moderator und Redakteur beim Berliner Radiosender JazzRadio 101,9 und gehörte von 1999 bis 2005 zu den Stammautoren der Musikredaktion von Deutschlandradio Berlin. Seit 2008 ist er Mitglied der Jury für Blues und Bluesverwandtes beim Preis der Deutschen Schallplattenkritik. Rauhut ist Autor, Herausgeber und Mitherausgeber zahlreicher wissenschaftlicher Publikationen und Sachbücher zur Rockgeschichte der DDR. Er ist außerdem als Hörfunkjournalist und Filmautor tätig.

## Veröffentlichungen (Auswahl)

### Buchpublikationen
- Beat in der Grauzone. DDR-Rock 1964 bis 1972 – Politik und Alltag. BasisDruck, Berlin 1993, ISBN 3-86163-063-X
- Schalmei und Lederjacke. Udo Lindenberg, BAP, Underground – Rock und Politik in den achtziger Jahren. Schwarzkopf & Schwarzkopf, Berlin 1996, ISBN 3-89602-065-X; zweite, leicht geänderte Auflage als: Schalmei und Lederjacke. Rock und Politik in der DDR der achtziger Jahre. Landeszentrale für politische Bildung Thüringen, Erfurt 2002, ISBN 3-931426-70-X
- Amiga. Die Diskografie der Rock- und Popproduktionen 1964–1990. Schwarzkopf & Schwarzkopf, Berlin 1999, ISBN 3-89602-189-3 (gemeinsam mit Birgit Rauhut)
- Peitsche Osten Liebe. Das Freygang-Buch. Schwarzkopf & Schwarzkopf, Berlin 2000, ISBN 3-89602-319-5 (gemeinsam mit André Greiner-Pol)
- Rock in der DDR 1964 bis 1989 (Zeitbilder). Bundeszentrale für politische Bildung, Bonn 2002, ISBN 3-89331-459-8
- Bye bye, Lübben City. Bluesfreaks, Tramps und Hippies in der DDR. Schwarzkopf & Schwarzkopf, Berlin 2004, ISBN 3-89602-602-X (gemeinsam herausgegeben mit Thomas Kochan); erweiterte Neuausgabe 2009, ISBN 978-3-89602-793-1
- Ich hab' den Blues schon etwas länger. Spuren einer Musik in Deutschland. Ch. Links, Berlin 2008, ISBN 978-3-86153-495-2 (gemeinsam herausgegeben mit Reinhard Lorenz)
- Das Kunden-Buch. Blues in Thüringen. Landeszentrale für politische Bildung Thüringen, Erfurt 2011, ISBN 978-3-937967-78-3
- Ein Klang – zwei Welten. Blues im geteilten Deutschland, 1945 bis 1990. transcript, Bielefeld 2016, ISBN 978-3-8376-3387-0
- One Sound, Two Worlds: The Blues in a Divided Germany, 1945–1990. Berghahn Books, New York/Oxford 2019, ISBN 978-1-78920-193-2

### Aufsätze (Auswahl)
- M. Rauhut: Music Knows no Borders. The Political Background of the GDR’s International Rock Concerts in the Late Eighties. In: Will Straw et al. (Hrsg.): Popular Music – Style and Identity. The Centre for Research on Canadian Cultural Industries and Institutions, Montreal 1995, ISBN 0-7717-0459-3, S. 233–235.
- M. Rauhut: Ohr an Masse. Rockmusik im Fadenkreuz der Stasi. In: Peter Wicke, Lothar Müller (Hrsg.): Rockmusik und Politik. Analysen, Interviews und Dokumente. Ch. Links, Berlin 1996, ISBN 3-86153-096-1, S. 28–47.
- M. Rauhut: Blues in Rot. Der Fall Gerulf Pannach und das Verbot der Klaus Renft Combo. In: Deutschland Archiv 5/1998, ISSN 0012-1428, S. 773–782.
- M. Rauhut: Looking East. The Socialist Rock Alternative in the 1970s. In: Toru Mitsui (Hrsg.): Popular Music – Intercultural Interpretations. Kanazawa University, Kanazawa 1998, S. 343–348.
- M. Rauhut: Rockmusik in der DDR. Politische Koordinaten und alltägliche Dimensionen. In: Aus Politik und Zeitgeschichte. Beilage zur Wochenzeitung Das Parlament, B 28/1999, ISSN 0479-611X, S. 32–38.
- M. Rauhut: Die Entwicklung der Unterhaltungsmusik in der DDR (Rock, Jazz) und im Transformationsprozess. Expertise im Auftrag des Deutschen Bundestags der Bundesrepublik Deutschland, Enquete-Kommission „Überwindung der Folgen der SED-Diktatur im Prozess der deutschen Einheit.“ Veröffentlicht in: Deutscher Bundestag (Hrsg.): Materialien der Enquete-Kommission „Überwindung der Folgen der SED-Diktatur im Prozess der deutschen Einheit“. Band IV, 2. Nomos, Baden-Baden 1999, ISBN 3-7890-6354-1, S. 1784–1814.
- M. Rauhut: Invisible Walls. Rock and Regionalisation in East Germany. In: Tony Mitchell, Peter Doyle (Hrsg.): Changing Sounds – New Directions and Configurations in Popular Music. University of Technology, UTS Printing Services, Sydney 2000, ISBN 1-86365-364-3, S. 162–165.
- M. Rauhut: DDR-Beatmusik zwischen Engagement und Repression. In: Günter Agde (Hrsg.): Kahlschlag. Das 11. Plenum des ZK der SED 1965. Studien und Dokumente. Aufbau Taschenbuch, Berlin 1991, S. 52–63; vollständig überarbeitete Fassung in: Kahlschlag, 2., erweiterte Auflage. Aufbau Taschenbuch, Berlin 2000, ISBN 3-7466-8045-X, S. 122–133.
- M. Rauhut: Auf Silberschwingen durch die Nacht. DDR-Rock in den siebziger und achtziger Jahre. In: Melodie & Rhythmus. Bilder aus 20 Jahren DDR-Rock. Fotografien von Herbert Schulze. Schwarzkopf & Schwarzkopf´, Berlin 2001, ISBN 3-89602-374-8, S. 8–13.
- M. Rauhut: Rock und Rebellion. Altenburg 1976. Blätter zur Landeskunde Thüringens. Landeszentrale für politische Bildung Thüringen, Erfurt 2003, 8 S.
- M. Rauhut: Kleine Fluchten. Vom Blues einer unruhevollen Jugend. In: Michael Rauhut, Thomas Kochan (Hrsg.): Bye bye, Lübben City. Bluesfreaks, Tramps und Hippies in der DDR. Schwarzkopf & Schwarzkopf, Berlin 2004, ISBN 3-89602-602-X, S. 51–67.
- M. Rauhut: Am Fenster. Rockmusik und Jugendkultur in der DDR. In: Barbara Hammerschmitt (Red.): Rock! Jugend und Musik in Deutschland. Hrsg. von der Stiftung Haus der Geschichte der Bundesrepublik Deutschland und der Bundeszentrale für politische Bildung. Ch. Links, Berlin 2005, ISBN 3-86153-384-7, S. 71–77.
- M. Rauhut: Kunst und Klassenkampf. Politische Prämissen musikalischer Unterhaltung im Rundfunk der DDR. In: Ulf Scharlau, Petra Witting-Nöthen (Hrsg.): „Wenn die Jazzband spielt…“. Von Schlager, Swing und Operette. Zur Geschichte der Leichten Musik im deutschen Rundfunk. Verlag für Berlin-Brandenburg, Berlin 2006, ISBN 3-86650-603-1, S. 101–130.
- M. Rauhut: Blues in der DDR. Kulturelle Symbolik, alltäglicher Gebrauch und politische Interpretation. In: Stiftung Jugendburg Ludwigstein und Archiv der deutschen Jugendbewegung (Hrsg.): Historische Jugendforschung. Jahrbuch des Archivs der deutschen Jugendbewegung. NF Band 1•2004. Wochenschau Verlag, Schwalbach im Taunus 2006, ISBN 3-89974-310-5, S. 351–372.
- M. Rauhut: Tritt ein in den Dom. Der Rocksong als Message und Medium. In: Barbara Stambolis, Jürgen Reulecke (Hrsg.): Good-bye Memories? Lieder im Generationengedächtnis des 20. Jahrhunderts. Klartext, Essen 2007, ISBN 978-3-89861-769-7, S. 427–442.
- M. Rauhut: Schwarz-weiße Netze. Afroamerikanische Musik als politisches Medium in der DDR. In: Werner Kremp, David Sirakov (Hrsg.): Globaler Gesang vom Garten der Freiheit. Anglo-amerikanische Populärmusik und ihre Bedeutung für die US-Außenpolitik. Wissenschaftlicher Verlag Trier, Trier 2008, ISBN 978-3-86821-012-5, S. 231–249.
- M. Rauhut: Der schöne Schein des Echten. Zum kulturellen Gebrauch des Blues in Deutschland von 1945 bis 1990. In: Deutschland Archiv 1/2008, ISSN 0012-1428, S. 29–39.
- M. Rauhut: Lass es bluten. Blues-Diskurse in West und Ost. In: Michael Rauhut, Reinhard Lorenz (Hrsg.): Ich hab’ den Blues schon etwas länger. Spuren einer Musik in Deutschland. Ch. Links, Berlin 2008, ISBN 978-3-86153-495-2, S. 108–121.
- M. Rauhut: Dans på Titanic. Tamara Danz og Silly skrev et oppsiktsvekkende kapittel i DDR-rockens historie. In: Benedikt Jager, Jon Raundalen (Hrsg.): DDR – Det det var. Østtysk kultur- og hverdagshistorie. Abstrakt forlag AS, Oslo 2009, ISBN 978-82-7935-268-6, S. 110–112.
- M. Rauhut: Baustein West und Bauplan Ost. Zur politischen Transformation jugendkultureller Stile in der DDR. In: Georg Maas, Jürgen Terhag (Hrsg.): Musikunterricht heute, Volume 8: Zwischen Rockklassikern und Eintagsfliegen. 50 Jahre Populäre Musik in der Schule. Lugert Verlag, Handorf 2010, ISBN 978-3-89760-367-7, S. 73–82.
- M. Rauhut: Éléments de l’Ouest, construction de l’Est. Transformation politique des styles de cultures de jeunes en RDA. In: Allemagne d’aujourd’hui 194/2010, ISBN 978-2-7574-0146-0, S. 138–144.
- M. Rauhut: Held der Arbeiterklasse. Zur John-Lennon-Rezeption in der DDR. In: Aus Politik und Zeitgeschichte, Beilage zur Wochenzeitung Das Parlament 27/2010 (5. Juli 2010, ISSN 0479-611X), S. 21–28.
- M. Rauhut: The Voice of the Other America. African-American Music and Political Protest in the German Democratic Republic. In: Timothy Brown, Lorena Anton (Hrsg.): Between the Avant-Garde and the Everyday. Subversive Politics in Europe from 1957 to the Present. Berghahn Books, New York 2011, ISBN 978-0-85745-078-4, S. 92–108.
- M. Rauhut: Standing at the Crossroads. Konstruktionen von Authentizität in der deutschen Rezeption des Blues. In: Uta Daur (Hrsg.): Authentizität und Wiederholung. Künstlerische und kulturelle Manifestationen eines Paradoxes. transcript, Bielefeld 2013, ISBN 978-3-8376-1924-9, S. 215–236.
- M. Rauhut: Undercover Agents for the Blues. Woher wir wissen, was die blauen Töne wert sind. In: Michael Fischer/Fernand Hörner (Hrsg.): Deutsch-französische Musiktransfers/German-French Musical Transfers (Lied und populäre Kultur/Song and Popular Culture. Jahrbuch des Deutschen Volksliedarchivs Freiburg, Jg. 57, 2012). Waxmann, Münster u. a. 2013, ISBN 978-3-8309-2787-7, S. 327–345.
- M. Rauhut: With God and Guitars: Popular Music, Socialism, and the Church in East Germany. In: Popular Music and Society 3/2017, ISSN 1740-1712, S. 292–309.
- M. Rauhut: Raus aus der Spur. Brachte Rockmusik die Mauer ins Wanken? In: Dominik Schrage et al. (Hrsg.): „Zeiten des Aufbruchs“ – Populäre Musik als Medium gesellschaftlichen Wandels. Springer VS, Wiesbaden 2019, ISBN 978-3658214098, S. 183–202.
- M. Rauhut: Conflicting Identities: The Meaning and Significance of Popular Music in the GDR. In: Oliver Seibt et al. (Hrsg.): Made in Germany: Studies in Popular Music (Routledge Global Popular Music Series). Routledge, New York 2020, ISBN 978-0815391777, S. 48–57.
- M. Rauhut: Intent and Reality: Driving Forces in the Development of Popular Music in the GDR. In: Popular Music History 2/2021, ISSN 1740-7133, S. 167–182.
- M. Rauhut/B. Peter: Small Cracks, Complex Structures: Trends and Traditions in the Historiography of the GDR’s Popular Music. In: Popular Music History 2/2021, ISSN 1740-7133, S. 97–105.
- M. Rauhut: Krieg gegen Köpfe. Schlager und Ideologie in den frühen Jahren der DDR. In: Johannes Müske, Michael Fischer (Hrsg.): Schlager erforschen. Kulturwissenschaftliche Perspektiven auf ein populäres Phänomen. Waxmann, Münster und New York 2023, ISBN 978-3-8309-4681-6, S. 33–47.
- M. Rauhut: Sharing All the World: The Beatles’ Reception in the GDR. In: Ádám Ignácz (Hrsg.): Translation, Adaptation, and Intertextuality in Hungarian Popular Music. Peter Lang, Lausanne et al. 2023, ISBN 978-3-631-88974-9, S. 235–251.
- M. Rauhut: Kirche und populäre Musik in der DDR. In: Pastoral-Theologie 10/2023, ISSN 0720-6259, S. 446–469.
- M. Rauhut: Meuterei auf der Titanic. Die ostdeutsche Rockband Silly emanzipierte das Ich vom Wir. In: Knud Andresen et al. (Hrsg.): Vom Ich zum Wir und wieder zurück? Subjektverständnisse zwischen Politisierung und Entradikalisierung seit den 1960er Jahren. Wallstein, Göttingen 2023, ISBN 978-3-8353-5489-0, S. 120–139.
- M. Rauhut: Ein Gespenst geht um. Popmusik und Protest in der DDR. In: Markus Joch, Christoph Jürgensen, Gerhard Kaiser (Hrsg.): Protestpop und Krautrock. J. B. Metzler, Berlin 2024, ISBN 978-3-662-68977-6, S. 109–130.

## Features für Rundfunk und Fernsehen (Auswahl)
- Wittstock statt Woodstock. Hippies in der DDR, Dokumentarfilm, RBB, Erstausstrahlung am 10. Oktober 2005, 45 Minuten.
- Honeckers Schmuddelkinder. Hippies in der DDR, Rundfunkfeature, Deutschlandfunk, Erstausstrahlung am 25. Januar 2005, 45 Minuten.
- Im Namen des Herrn. Kirche, Pop und Sozialismus, Dokumentarfilm, RBB, Erstausstrahlung am 26. November 2013, 45 Minuten.
- Die Kanzel haben wir nie benutzt. Kirche, Pop und Politik in der DDR, Rundfunkfeature, MDR Figaro, Erstausstrahlung am 1. Oktober 2014, 60 Minuten.
- Die Stimme Amerikas – US-Musik in der DDR, Dokumentarfilm, RBB, Erstausstrahlung am 8. November 2016, 45 Minuten.
- Etta Cameron: Die Stimme des anderen Amerika, Rundfunkfeature, MDR Kultur, Erstausstrahlung am 26. Dezember 2017, 60 Minuten.
- Nach drüben. Oststars wechseln die Seiten, Dokumentarfilm, RBB, Erstausstrahlung am 10. Dezember 2019, 45 Minuten.
- Unter Brüdern. Rock und Pop aus dem Ostblock, Dokumentarfilm, RBB, Erstausstrahlung am 29. November 2022, 45 Minuten.